# Ehrhard Warneke
Ehrhard Warneke (* 17. Januar 1934 in Leipzig, Sachsen; † 11. März 2019 in Weimar, Thüringen) war ein deutscher Regisseur, Operndirektor und Intendant.

## Leben
Ehrhard Warneke studierte von 1952 bis 1957 zunächst Orchestermusik an der Hochschule für Musik und Theater „Felix Mendelssohn Bartholdy“ in Leipzig. Anschließend folgte bis 1962 sein Studium der Musiktheaterregie an der Musikhochschule Berlin bei Carl Riha.
Gleichzeitig absolvierte er ein Regievolontariat am Städtischen Theater in Karl-Marx-Stadt. Dort debütierte er 1962 auch als Opernregisseur mit seiner ersten eigenen Inszenierung, Don Pasquale. Am Städtischen Theater war er bis 1964 als Regieassistent tätig, anschließend von 1964 bis 1967 war er dort Spielleiter, ab 1967 Oberspielleiter. Von 1967 bis 1970 war er Oberspielleiter am Theater Meiningen.
1970 wechselte er, von Harry Kupfer verpflichtet, als Oberspielleiter an das Deutsche Nationaltheater Weimar (DNT), wo er anschließend von 1972 bis 1999 Operndirektor war. In Weimar verantwortete er 56 eigene Inszenierungen. Als Opernregisseur trat er im klassischen Opernrepertoire ebenso hervor wie mit zeitgenössischen Werken. Zu seinen Weimarer Inszenierungen gehörten u. a. Die Meistersinger von Nürnberg (1977), Aida (1979) Lohengrin (1980), Die Zauberflöte (1983), La Bohème (1985), Salome (1987) und Tannhäuser (1988). Im Bereich des zeitgenössischen Musiktheaters realisierte er Opern von Udo Zimmermann (Levins Mühle, 1973), Robert Hanell, Siegfried Matthus, Gerhard Rosenfeld, Fritz Geißler, Viktor Ullmann und Michael Obst. In der Spielzeit 1992/93 inszenierte Warneke am  Nationaltheater Weimar die deutsche und zugleich deutschsprachige Erstaufführungs von Luca Lombardis Musiktheaterwerk Faust. Eine Travestie, die er mit „bissiger Ironie“ auf die Bühne brachte.  Seine letzte Inszenierung am DNT war 2001 Paul Hindemiths Oper Mathis der Maler. Warneke galt als „einfühlsamer“ Regisseur, dessen „meisterhafte Personenregie“, mit der er „große wie kleine Charaktere humorvoll und mit viel Liebe zum Detail zeichnete“, besonders von der Kritik hervorgehoben wurde.
Seit 1999 arbeitete er als freischaffender Opernregisseur. Er inszenierte u. a. in Bratislava, Wilnjus, Sendai, an der Staatsoper Oslo, am Opernhaus Leipzig, an der Staatsoper Berlin und am Hessischen Staatstheater Wiesbaden.
Von 1969 bis 1982 und ab 1990 war er als Lehrbeauftragter und Honorarprofessor für das Fach „Opernschule“ an der Hochschule für Musik „Franz Liszt“ in Weimar tätig. Seit Ende 2003 war er Professor an der Kunsthochschule in Oslo. Außerdem unterrichtete er in Tsuyama.
Für seine künstlerische Arbeit wurde Warneke mit verschiedenen Kunst- und Regiepreisen ausgezeichnet. Warneke war Mitglied des Präsidiums des Theaterverbandes der DDR. Er starb im März 2019 im Alter von 85 Jahren in Weimar.